# KV49

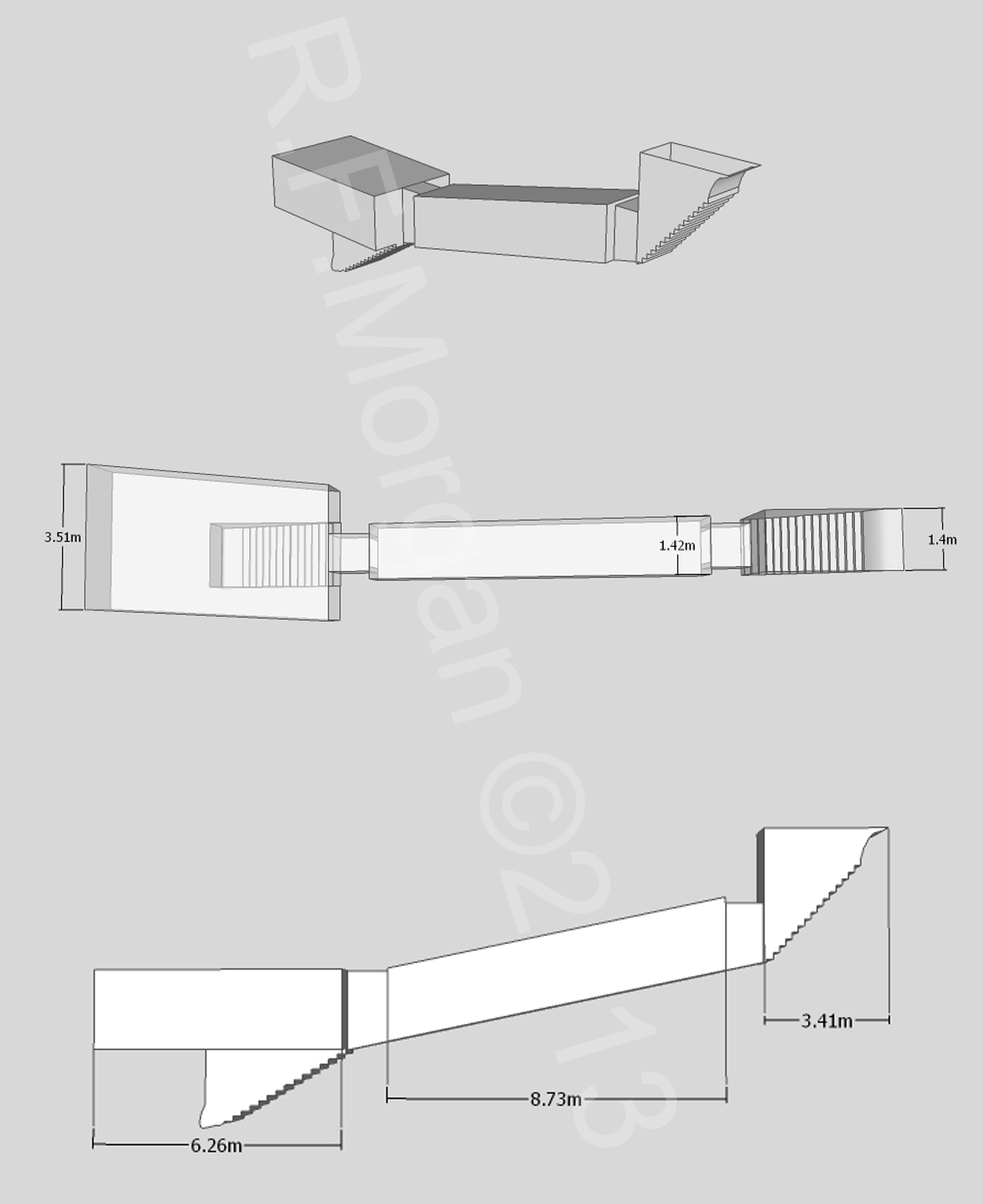
Isometrische Darstellung, Grundriss und Schnittzeichnung des Grabes

KV49 (Kings’ Valley no. 49) ist ein altägyptisches Grab im Tal der Könige. Es liegt im südwestlichen Teil des Tales und wurde im Januar 1906 von Edward R. Ayrton für Theodore M. Davis entdeckt. Der Grabinhaber ist unbekannt.
KV49 wird als nicht-königliches Grab angesehen und entspricht in seinem Typus einem Korridorgrab aus der Zeit der mittleren 18. Dynastie (Neues Reich). Das unvollendete Grab hat eine Gesamtgröße von 46,61 m² und weist keine Dekorationen auf.
Im Grab fanden sich Werkzeuge von Zimmerern und Steinmetzen, Begräbnisutensilien, Teile von Mumienbinden, grob bearbeitete Spielbretter sowie geweißte Krüge und ein Ostrakon.
Über dem Eingang befinden sich zwei Graffiti in hieratischer Schrift, aus denen hervorgeht, dass der Schreiber Butehamun und seine Arbeiter große Mengen an Tempelleinen in das Grab gebracht haben. Dies bedeutet nicht nur, dass KV49 im späteren Neuen Reich zugänglich war, sondern lässt auch annehmen, dass KV49 als Lager für Leinentücher gedient haben mag, die zur Restaurierung königlicher Mumien verwendet worden waren. Ein weiteres Indiz hierfür ist das Fragment eines sogenannten „Mumienetiketts“, auf dem in Hieratisch „Leichenöl“ vermerkt ist. So besteht Verbindung zu Ramses III., dessen Grab (KV11) nicht weit entfernt liegt. Auf seiner Mumie fanden sich nicht nur Schals, die den in den Graffiti erwähnten ähneln, sondern ein ebenfalls auf der Mumie gefundenes Etikett nennt Butehamun, der an der späteren Restaurierung der Mumie beteiligt war.
Der Grabeingang wurde vom Supreme Council of Antiquities (SCA) mit einer Umfassungsmauer versehen, um das Grab vor Überschwemmungen zu schützen.